# HD 60803
HD 60803 är en dubbelstjärna belägen i den mellersta delen av stjärnbilden Lilla hunden, mindre än en grad nordväst om den ljusstarkare stjärnan Procyon. Den har en kombinerad skenbar magnitud av ca 5,90 och är svagt synlig för blotta ögat där ljusföroreningar ej förekommer. Baserat på parallax enligt Gaia Data Release 2 på ca 24,1 mas, beräknas den befinna sig på ett avstånd på ca 135 ljusår (ca 41,5 parsek) från solen. Den rör sig bort från solen med en heliocentrisk radialhastighet på ca 4,6 km/s.

## Egenskaper
Primärstjärnan HD 60803 A är en gul till vit stjärna i huvudserien av spektralklass G0 V. Den har en massa som är ca 1,3 solmassor, en radie som är ca 2,3 solradier och har ca 6,4 gånger solens utstrålning av energi från dess fotosfär vid en effektiv temperatur av ca 5 900 K.
Stjärnans binära karaktär noterades först av O.C. Wilson och A. Skumanich 1964. Den är en dubbelsidig spektroskopisk dubbelstjärna med en omloppsperiod på 26,2 dygn och en excentricitet på 0,22. Båda stjärnorna är liknande huvudseriestjärnor av G-typ där följeslagaren har spektralklass G1 V.  Stjärnornas massa är likvärdig och 28-31 procent större än solens massa. De har båda låg rotationshastighet som kan vara kvasisynkroniserad med deras omloppsperiod.